# Готфрид фон Майзенбург
Готфрид фон Майзенбург (на немски: Gottfried von Meisenburg/Joffrid von Meisemburg; † 1309) е господар на замък Майзенбург близо до Ренинген в региона на Щутгарт.
Той е син на Валтер IV фон Майзенбург († 5 юни 1288 в битката при Воринген/Кьолн) и съпругата му Изабела де Ньофшател.
Рицарите фон Майзенбург построяват през 12 век замъка Майзенбург. По-късно собственици на замъка са господарите „фон Гунделфинген“.

## Фамилия
Готфрид фон Майзенбург се жени сл. 9 март 1291 г. за Гебела фон Варсберг († сл. 1292), вдовица на Арнолд II фон Питинген († 9 март 1291), дъщеря на Якоб I фон Варсберг († 1291) и Елизабет († 1291), вдовица на Фридрих фон Брукен († 1258).
Готфрид фон Майзенбург се жени втори път пр. 1306 г. за Юта фон Коберн/фон дер Нойербург († сл. 1310), внучка на Фридрих II фон дер Нойербург († 1278/1282), дъщеря на рицар Робин фон Коберн († 1302) и Елизабет фон Епщайн († сл. 1320), дъщеря на Готфрид III (IV) фон Епщайн († сл. 1294) и Мехтилд фон Изенбург-Браунсберг († 1279/1280). Те имат един син:
- Валтер V/IV фон Майзенбург († 1339/1342 или между 14 ноември 1367 и май 1372), рицар, женен за Катарина фон Берг († сл. 1342)

Съпругата му Юта фон Коберн/фон дер Нойербург се омъжва втори път за Арнолд III фон Питинген, зенешал на Люксембург († 1328), син на Арнолд II фон Питинген († 9 март 1291) и Гебела фон Варсберг († сл. 1292), която е първата съпруга на Готфрид фон Майзенбург.